# Cantó d'Attignat
El cantó d'Attignat (en francés canton d'Attignat) és una divisió administrativa francesa del departament de l'Ain, situat al districte de Bourg-en-Bresse i creat l'any 2015. Té 19 municipis i el cap és Attignat.

## Municipis
- Attignat
- Béréziat
- Buellas
- Confrançon
- Cras-sur-Reyssouze
- Curtafond
- Étrez
- Foissiat
- Jayat
- Malafretaz
- Marsonnas
- Montcet
- Montracol
- Montrevel-en-Bresse
- Polliat
- Saint-Didier-d'Aussiat
- Saint-Martin-le-Châtel
- Saint-Sulpice
- Vandeins

## Consellers departamentals
| Data d'elecció | Identitat         | Partit        | Qualitat |
| -------------- | ----------------- | ------------- | -------- |
| 2015 -         | Clotilde Fournier | Divers droite |          |
| 2015 -         | Walter Martin     | Divers droite |          |